# غدب زغابي
غدب زغابي (باللاتينية: Scrophularia villosa) هو نوع نباتي يتبع جنس الغدب من الفصيلة الغدبية.